# 彼方のアストラ
『彼方のアストラ』（かなたのアストラ、ASTRA LOST IN SPACE）は、篠原健太による日本の漫画作品、およびこれを原作としたテレビアニメ作品。

## 概要
篠原にとって『SKET DANCE』以来となる2作目の連載作品。ウェブコミック配信サイト『少年ジャンプ+』（集英社）2016年5月9日から2017年12月30日まで連載された。毎週土曜日更新だったが、2016年8月6日更新分より、本編と4コマを交互に掲載する隔週連載の形になった。
本作連載前の『少年ジャンプ+』はアクティブユーザー数が2015年9月をピークに減少し、2016年1月には後発の『マンガワン』（小学館）に抜かれるなど低迷期を迎えていた。しかし、本作と並んで『終末のハーレム』『ファイアパンチ』などの連載が始まった「『少年ジャンプ+』新連載春の陣」によって、『少年ジャンプ+』のアクティブユーザー数は110万から130万に上昇し、再び成長期を迎えた。これ以降『少年ジャンプ+』の主軸は、名実共に『週刊少年ジャンプ』（集英社）電子版からオリジナル作品へシフトし、後の『SPY×FAMILY』『怪獣8号』のヒットへと繋がっていく。
連載開始直後の2016年5月、『聴くジャン！』でボイスドラマ化された。また、連載終了後の2019年7月にテレビアニメ化された。

## 作品解説
SFであると同時に、宇宙船という閉鎖空間の中に刺客がまぎれこんでいる「クローズド・サークル」というミステリー的な要素もあり、「前作と全く毛色の違う漫画を描こうと心に決めた」という作者の意向によって制作された。
企画当初、『15少年漂流記』になぞらえて、メンバーは15人いる設定であったという。しかし、短期集中連載になったことから、メンバーは9人に削減して、キャラクターは大幅な変更や、キャラ同士の統合が行われたという。ストーリー的にも『15少年漂流記』のように、メンバー間での争い・失脚・リーダー交代・メンバーの成長といった内容が予定されていたという。

## ストーリー

### プロローグ
西暦2063年、ケアード高校のアリエス・スプリングは、惑星キャンプに出発するため、無作為に選ばれた班のメンバーと顔合わせをする。うち1人は、宇宙港で引ったくりから荷物を取り返してくれたカナタ・ホシジマであった。さらに、メンバーの1人キトリー・ラファエリの10歳の妹フニシアが、班への特別課題として同行することになり、総勢9名が教師の引率で9光年離れた惑星マクパに送り届けられた。
だが、マクパに到着し教師たちが引き返した直後、メンバーは謎の球体に飲み込まれて宇宙空間に投げ出されてしまう。近くに浮遊していた宇宙船に逃げ込むことで事なきを得たかに思えたが、9光年ではなく5012光年も離れた地点に居ることが判明する。メンバーの1人ザック・ウォーカーが宇宙船の操縦をできたため航行は可能であるものの通信機器が故障しており救助信号を送ることは出来ない。さらに、超光速航行での帰還に3か月かかるところ、貯水タンクの残量と手持ちの食料が3日分しかないため一同は絶望する。
そんな中、「まず3日以内で到達できて水と食料が補給可能な惑星を探してそこへ行く」「着いた先で貯水タンク一杯（20日分）の水と食料を備蓄して、20日以内で到達可能な次の惑星を目指す」を繰り返すことで帰還できないか、とアリエスが提案する。検索の結果、適合する可能性がある5つの惑星を経由することで帰還できるルートが一つだけ発見され、一行はカナタをリーダーに据えて「アストラ号」と名付けた宇宙船で旅を始める。

### 序盤
第1の惑星ヴィラヴァースで、一行はマクパで遭遇したものと同じ球体に再び襲われる。また、故障した通信機器を調べたザックは、通信機器を故意に壊して連絡不能にした犯人がメンバーの中にいることをカナタに伝える。(第1巻まで)
カナタは、キトリーの義妹フニシアが児童養護施設に入所した夜に耳にした会話の断片から、何者かが「フニシアを含めた全員を一斉に殺処分しようとしている」のだと推測し、通信機器を壊した「刺客」の存在をメンバーに明かした。まとめて殺されるような共通点が思いつかず、メンバー同士は疑心暗鬼に陥る。しかし、協力してトラブルを乗り越えていく中でメンバーはそれぞれの抱える問題を打ち明け、仲間としての絆を強めていく。(第3巻まで)

### 中盤
第4の惑星イクリスで着陸地点を探査中、アストラ号は崖に衝突して航行不能になってしまう。帰還の望みが絶たれ、イクリスで生きる覚悟を決めたメンバーは食料と水の確保に走る。その探索の途中でフニシアらが偶然見つけたのは、アストラ号と同型の宇宙船であった。
困惑しながら船内の探索を進めたカナタたちは、稼働中の人工冬眠装置を発見し、その中から女性を救出する。ポリーナ・リヴィンスカヤと名乗る女性は宇宙船アーク6号の機関士だった。ポリーナの話によるとアーク6号は別の惑星探査中にイクリスに不時着し、一縷の望みに賭けて人工冬眠装置に入ったのだという。アリエスの思いつきにより、アストラ号とアーク6号の故障していないユニット同士をドッキングさせることで航行可能になることが判明する。
その後、ポリーナの何気ない言葉をきっかけに全員の検査が行われることになった。検査の結果から、カナタとザックは自分たち全員を一斉に殺処分しなければならない共通点と刺客が送り込まれた理由を突きとめる。
さらに惑星イクリスから飛び立つアストラ号では、アーク6号のブリッジにより使えるようになった宇宙望遠鏡にある惑星が映し出された。その映像に違和感を覚えたポリーナがメンバーに疑問をぶつけたことで、ある事実が発覚する。(第4巻まで)

### 終盤
メンバーとポリーナは双方の持っている情報や知識を突き合わせるが、肝心なところで話が噛み合わない。そんな中でアストラ号は最後の惑星ガレムに到着する。惑星を探査していたカナタは三たび謎の球体に襲われる。危うく難を逃れたカナタは刺客の正体を推理し、他のメンバーの協力で罠に嵌めて刺客をついに捕らえる。
すべての真実が語られ、一斉殺処分計画遂行の使命と仲間を大切に思う心との葛藤に苦しみ自殺を図ろうとするが、自身を救おうとするカナタや仲間たちの説得によって生きる決意をし、真実を明らかにすることを約束する。そうしてアストラ号は無事に帰還を果たし、メンバーを殺そうとしていた者は逮捕され、隠されていた「アストラの秘密」が国民全員に明かされた。
そして7年後、「宇宙探検家になる」という夢を叶えたカナタは、シャルスやザックと共に宇宙船で未知の惑星へと旅立っていった。

## 登場人物
声の項で示す声優は特記がない限りテレビアニメ版を示す。

### アストラ号の乗組員
カナタ・ホシジマ
声 - 細谷佳正 / 小林裕介（ボイスドラマ）
年齢:17歳　誕生日:5月5日　身長:181センチメートル　体重:71キログラム
本作の主人公。将来の夢は宇宙探検家。陸上十種競技の選手。
リーダーシップはあるが抜けたところもある。鼻を横切るように傷がある。「FALKEN」というブランドのレッドとブルーを基調としたメンズクラストスーツを着用する。恩師（声 - 羽多野渉）から譲り受けた古いタイプのスーツで、運動性に優れた定番モデル。
スルギ中学1年生の時「スルギ中の遭難事故」と呼ばれる事件で生徒だけで7日間を生き延びるが、日頃から励ましてくれていた恩師を失い、顔に傷を負った。遭難事故を機に宇宙探検家を目指し、勉強と父レイの軽蔑の視線を浴びても身体を鍛え始め、サバイバルのノウハウを身に着ける。また、プロ陸上選手であった父親の指導の下鍛錬を積んできたため高い運動能力を持つ。
メンバー顔合わせ時にキャプテンに立候補するも空回りが多く周りを呆れさせたが、仲間の危機には真っ先に捨て身の行動力と決断力を何度も示したことからキャプテンとして認められる。相手を信じていることで油断したためか、惑星シャムーアでキトリーとユンファにそれぞれの理由でアームホイップをくらう。また、その身体能力ゆえに刺客であるシャルスには、銃を持つウルガー共々に抹殺の最優先対象として警戒される。
冒険の中でリーダーとして成長していき、この遭難事件の原因をザックと調べていくうちに、自分たちB5班員が親をオリジナルとしたクローンであることを突き止めてしまう。だが、親の愛情を受けていないことにショックを受ける仲間たちに対し、ともに様々な苦難を乗り越えてきた自分たちこそが家族だと断言し、無事に全員母星に戻ればオリジナルである親達の陰謀を白日の下に曝すことができると全員に檄を飛ばす。クローン一斉殺処分計画を行おうとし、すべてを話しながらも命を絶とうとしたシャルスを右腕と引き換えに救う。仲間と協力して惑星アストラに帰還。
公式ミニファンブックによればケアード高校を卒業後はノースデイタム大学宇宙学部宇宙生物環境学科に進学し、大学卒業後は宇宙探検家の夢を叶えるべく惑星調査会社に就職して幾つかの惑星探査の経験を重ねた。アストラ帰還より7年後の24歳の時、アリエスと婚約し、資金を貯めてアストラ号を買い戻した。ザックを操縦士として「スターアイランド探査」を立ち上げ、未知の惑星の調査業務を請け負う。最終話で出発した「新しいワームホールを設置する候補地の調査」は初仕事。
TVアニメ版ではアストラ号の冒険に出発する際、タラップで振り返ると亡き恩師が見送る幻影を垣間見た。
アリエス・スプリング
声 - 水瀬いのり / 諏訪彩花（ボイスドラマ）
年齢:17歳　誕生日:4月20日　身長:162センチメートル　体重:52キログラム
本作のもう一人の主人公。語り手であり、B5班の書記として航海日誌という形で帰還後も自身の視点で物語を記し語る。趣味はポエム。
朗らかな性格でやや天然なところがある。右がヘーゼルで左がグリーンの特徴的なオッドアイの持ち主。「Hyperion」というブランドのピンクとホワイトを基調としたレディースクラストスーツを着用する。
よく言葉や名前を言い間違える。1度見たものを忘れない映像記憶能力がある。好奇心と食欲が旺盛。みんなと仲良くなりたいと色々と行動するが、何でも話せる友人になりたいと思うあまり、当初は相手に話したくないことがある場合のことを考えなかったため、ザックに注意される。
幾つかの惑星を経由し食糧と水を補給しながら帰還することを提案したり、映像記憶能力でシャルスと授業を共に受けたことがないことに気づいたり、機転が利く面もある。
自身は知らなかったが、シャルスのオリジナルであるヴィクシア王の娘・王女セイラのクローン。オリジナルのセイラにより「セイラ（SEIRA）」を逆読みにした「アリエス（ARIES）」と命名された。そのため、セイラを大切に思うシャルスにより幾度となく守られ、一斉殺処分の計画を妨げる要因となる。
帰還より7年後、冒険の旅に出たカナタが帰還後に結婚する予定であり、2人の間に女の子が生まれたら「セイラ」と命名したいとキトリーとルカに語る。
公式ミニファンブックの巻末イラストで、娘を膝に抱いた姿と祝福する仲間が描かれた。
TVアニメ版では第1話の冒頭、スラスターの故障で宇宙空間でもがく姿で物語が始まる。
ルカ・エスポジト
声 - 松田利冴 / 村瀬歩（ボイスドラマ）
年齢:17歳　誕生日：8月19日　身長:162センチメートル　体重:47キログラム
お調子者な性格の小柄な少年。一人称はオイラで語尾は「っす」。
瞳の色はグレー。「SMB」というブランドのグリーンとブルーを基調としたメンズクラストスーツを着用している。どんな体型にもフィットする万能モデル。誰とでも積極的にコミュニケーションを取ることができる。手先が器用で絵も上手く、船内のちょっとした修繕やメンバーの整髪も担当する。
父親は上院議員だが実子ではない。性別が判別しづらい「IS（インターセクシャル）」であることが途中で明かされる。
芸術家であるフェリーチェ・ジェンマのクローンであり、ISになるように遺伝子改造を施されて生まれた、オリジナルの願望を反映した存在である。元々記憶移植による若返りが目的のクローン計画だったが、若返り失敗のリスクを背負ってまで肉体に特殊な改造を施されたのはルカだけである。B5班との旅を経て、自分の性とも向き合い、「オイラはオイラだ」という人生観にたどり着いている。
帰還から7年後はアリエス、キトリーやフニシアと共にユンファのコンサートを観賞するために集まる。ジャーナリストになったウルガーとの関係については家に急に泊まりに来るなどしているようだが、「ほっとけばいいんすよ。あんなトンボみたいな人」と呆れ気味に話している。カナタとアリエスの婚約については「遅すぎるんすよ、あの男は」と言いつつ素直にアリエスを祝福する。
TVアニメ版では、惑星イクリスで「おザックさん、ここ液体の水と生命は存在するんすよね?」と原作のカナタの台詞を言っている。
シャルス・ラクロワ
声 - 島﨑信長 / 保志総一朗（ボイスドラマ）
年齢:17歳　誕生日:4月28日　身長:176センチメートル　体重:58キログラム
生物に関する知識が豊富な少年。
金髪緑眼。二枚目だが、生物への愛情が強すぎて、ズレているアリエス共々に変態っぽいと思われることもある。料理も得意でメンバーの食事を作る。
作中でも特に複雑な役割を担っており、メンバーの中で唯一自分がクローンであることを知っている。そしてオリジナルであるヴィクシア王ノア・ヴィクス（アリエスのオリジナルである王女セイラの父親）の忠実なしもべとして教育されていた。王の命令でカナタたちの殺害を企む。
中盤、ヴィクシア王政地区の貴族出身ということが明かされる。「平民であるセイラと仲良くし、とても貴族とは思えないくらいのヤンチャなお坊ちゃまであったが、彼女が昏睡状態になってからは親と絶縁して出奔している」とカナタたちに打ち明けるが、すべて作り話である。
旅を経て仲間たちを大切に思い、自らも生きたいという意思を獲得していたため、カナタたちの説得もあり、真相を明らかにすることを誓う。
記憶移植が失敗した時の保険にヴィクシア王より「アストラ」と「地球」の秘密を教えられていたため、カナタと共に公表すべきだと政府を説得。ヴィクシア新国王として即位した際、政治的権力を放棄し、王家が隠匿していた「アストラの秘密」を歴史研究のために公開する。
公式ミニファンブックによれば、クローン犯罪の隠滅を企んだヴィクシア前王の命令により、自身を含めたB5班の一斉殺処分計画の実行犯兼抹殺対象者だったが、洗脳状態にあったことと仲間の擁護により罪には問われなかった。逮捕されたノア・ヴィクスのクローンということで血筋的には本人なので新国王に即位し、高校生と王様業の二足の草鞋を履く生活を送る。情報公開により世界の秘密が混乱なく伝わるよう尽力した。特異なルールは廃止したが、王城や古い街並みをそのまま残し、より一層の観光地化を推し進める。進学せずに為政者として公務を務めながら宇宙生物研究者として学会や研究所に籍を置き、第一人者となった。B5班の中で最も多く本を出版しており、宇宙生物学、エッセイ、家庭料理のレシピ本などジャンルが幅広い。アストラ帰還より5年後の22歳の時出版した自伝「石の森」はベストセラーとなり、映画化された。24歳の時、黙って王城を抜け出し、会社を立ち上げたカナタの初仕事である宇宙探検に生物学者兼料理人として参加。
くしゃみが3回に1回は「シャルス」と聞こえ、ツボに入ると「キャバキャバキャバ」と笑う。キャバキャバ笑いは原作本編とTVアニメ版で採用された。
クラストスーツの老舗「GENESIS」というブランドのネイビーとホワイトを基調としたメンズクラストスーツを着用している。高級感溢れるデザイン。着こなす人を選ぶため、プリンススーツと呼ばれている。カナタたちと冒険の旅に出る際は、薄緑を基調としたスーツを着用。
キトリー・ラファエリ
声 - 黒沢ともよ / Lynn（ボイスドラマ）
年齢:17歳　誕生日:6月1日　身長:157センチメートル　体重:43キログラム
金髪とヴァイオレットの瞳、褐色の肌が特徴の少女。ザックと家が隣同士の幼なじみ。
「SMB」というブランドのピンクとブラックを基調としたレディースクラストスーツを着用している。若い女性に人気のハイレグタイプ。特徴的なバックパックは「ブルヘッド」と呼ばれ、ブランドである「SMB」のブランドイメージとなっている。家は病院で、本人も跡を継ぐため医学を専攻している。その知識を活かし、メンバーの救護も担当する。
当初は周りの人間に素っ気無い態度を取るが、惑星ヴィラヴァースにおいて、カナタに義妹フニシアを助けられ、仲間として行動するようになる。
母オリーブのクローンで、実際母親とは不仲だったが、母からはただの若返り計画の道具としか見られていなかったと知り、それを知った際は激しいショックを受ける。だがカナタの言葉とザックの存在で立ち直り、生きて故郷に戻ることを決意。そしてザックと結婚することも打ち明ける。
帰還より7年後のエピローグでは、ザックと結婚する。
ザック・ウォーカー
声 - 武内駿輔、石上静香（子供ザック） / 濱野大輝（ボイスドラマ）
年齢:17歳　誕生日:6月9日　身長:185センチメートル　体重:76キログラム
IQ200を誇る青い瞳の少年。宇宙船の操縦免許を持ち、科学者志望。
「FALKEN」というブランドのグリーンとネイビーを基調としたメンズクラストスーツを着用している。両肩の光るファルケンマークを密かに気に入っているため、ケアード高校の校章シールは胸に貼っている。
船のジャンクパーツで可食判定機を作ったり、壊れたスーツを修理したりと、機械的な知識も豊富。アリエスに「お母さん」や「ジャックさん」と言い間違えられたり、カナタに「おザックさん」と呼ばれることもある。仲間を生き延びさせるため、常に冷静でいることが自身の役割だと考え実践している。
宇宙船の通信機を壊したスパイがいることに気づき、カナタに報告している。いつも何を考えているか分からない目つきで、当初はキトリーの恋愛感情に気づかない鈍感な男であると仲間たちから認識されるが、惑星イクルスでキトリーから告白された際、「俺達、結婚するんだろ。」と無表情で返答する。子供の頃の約束をずっと覚えていたが、キトリーからは「子供の約束」なのでノーカン程度に思われていた。その後は自分たちがクローンであることに気づき、沈む船員たちに対してキトリーと結婚することを打ち明けるが、真顔で言うため、周りからは冗談なのではと疑われる。だが本人は本気でキトリーのことを好いている。
帰還より7年後、結婚したキトリーを置いてカナタやシャルスと共に冒険の旅に出る。
TVアニメ版では瞳の色が薄くデザインされた。
公式ミニファンブックによれば、冷静すぎる自身の性格と反対に感情的なキトリーの性格の違いも相まって一度は破綻しかけたが、仲間たちのフォローで結婚できた。
フニシア・ラファエリ
声 - 木野日菜 / 田中あいみ（ボイスドラマ）
年齢：10歳　誕生日:10月19日　身長:136センチメートル　体重:31キログラム
キトリーの義理の妹。金髪とヴァイオレットの瞳、褐色の肌の女の子（ただし母親（代理母）は白い肌の女性）。一人称は「フニ」で仲間からもフニと呼ばれる。
キャンプに際してB5班に課せられた、「10歳の少女を同行させる」という課題によってメンバーとして参加した素直な少女。思っていることをアニメキャラの喋りで再生するパペット（片手遣い人形）「ビーゴ（アニマロイドB5号）」（声 - 龍田直樹）を持つ。B5班員が使用する「了解」の合図である「アイ・イェー!（Aye, yeah!）」は、アニマロイドの言葉。「SMB」というブランドのオレンジを基調としたキッズクラストスーツを着用する。飾りのミニスカートやクマのバックパックなどが子供に人気のキッズシリーズ。
キトリーの母オリーヴは、亡くなった友達の一人娘を児童養護施設から引き取り、養子にしたと説明していた。当初は義姉キトリーとはギクシャクしていたが、惑星ヴィラヴァースを機に義姉妹の絆を得る。だが、その正体はキトリーのオリジナルであるオリーヴの2人目のクローンであり、彼女はオリーヴの独断で生み出されたクローンで、しかも自分の臓器移植用の使い捨てであると判明している。キャンプ課題も他のクローンたちとともに殺処分するための口実であった。
施設に入所した夜、園長とサングラスの男性が「ビーゴニーレテイッセーサショブン」と話していたのを聞くが、アニマロイドの「ビーゴ」のことだと勘違いしていた。実は「B5に入れて一斉殺処分」だとカナタが気づき、B5班員の遭難が何者かの陰謀によるものだということを知るきっかけとなる。
アストラ帰還から7年後のエピローグでは、ケアード高校に通う高校生になる。キトリーが着用していたヘアバンドと同じものを着用し、ウルガーからキトリーにそっくりすぎると評される。ウルガーの車に同乗するポリーナを羨むなど、ウルガーに対する好意を匂わせる。
公式ミニファンブックによれば、出生証明書の再発行にてキトリーの実の妹として定義された。また、死んだとされた養母は生きており、サンハリオン地区よりムーサニッシュ地区に呼んで再会し、養子縁組により養子となった。
ユンファ・ルー
声 - 早見沙織
年齢:17歳　誕生日:8月25日　身長:179センチメートル　体重:67キログラム
黒髪でブラウンの瞳、長身の眼鏡少女。
右の口元に艶ぼくろがある。「Hyperion」というブランドのパープルを基調としたレディースクラストスーツを着用している。色々大きい女性専用モデル。バストリフトバンド付き。引っ込み思案であまり喋らず、自分が皆の役に立っていないという劣等感を持つ。
母親はルーシー・ラムという有名な歌手であり、本人も歌が好きで母親に匹敵する歌唱力を持つが、その母親からの心無い言葉と目立たないようにするよう言われ続けた事が原因で極度に内気な性格になってしまった。しかし、惑星シャムーアにて毒で苦しむ仲間達を自分の歌で癒したことにより自信を持つようになり、ルカに頼んで髪型をボブカットにし、伊達眼鏡も外してイメチェンして新しい自分に生まれ変わる。
その後、自分が母親であるルーシー・ラムのクローンである事を知ってからはどうして自分が目立たないよう強要されていたかの理由をようやく理解した。そしてオリジナルと同じ歌手になりたいとカナタに打ち明ける。惑星ガレムにて、刺客であることが発覚したシャルスの葛藤を知り、自分が旅を通して変わったことを語り「変われるわ!」と訴えた。帰還より7年後、歌手となりカナタたちが冒険の旅に出発する頃、アース記念ホールでコンサートを開催していた。
ウルガー・ツヴァイク
声 - 内山昂輝 / 北山恭祐（ボイスドラマ）
年齢:17歳　誕生日:8月30日　身長:165センチメートル　体重:56キログラム
ニット帽を被ってアンバーの片目が前髪で隠れている少年。
「FALKEN」というブランドのクラストスーツには珍しい黒を基調としたカラーリングのメンズクラストスーツを着用する。態度は尊大で皮肉っぽく「うるさい黙れ」が口癖。中盤までは他のメンバーと積極的に関わろうとしない。
父親はケアード高校の教頭。疎まれながら育ったことで上述のような性格となり周囲に心を閉ざすようになった。唯一慕っていた兄フィンの死亡が、当時フィンがジャーナリストとして追っていたマルコの汚職に起因すると確信し、キャンプ参加まで復讐のために生きる。惑星アリスペードでルカがマルコの息子であると知り、ルカの殺害が世襲政治家であるマルコへの復讐になると考え、銃殺しようとしたが、ルカが親から愛されていないという自身と似た身上にあることを知り、ルカを殺しても何の意味もないと悟り落胆する。この事件をきっかけにメンバーに心を開き始める。
上述の復讐のために銃の訓練をしていたため、銃射撃、弓が得意。
シャルスの過去と彼自身を含めたクローンの一斉殺処分計画の実行犯だと知った時、当初は激昂するも一緒にアストラに帰ろうと真っ先に告げる。帰還から7年後、ジャーナリストになって飛び回ってルカに「トンボみたい」と呆れられている。TVアニメ版では投獄された父ゲルトに面会した後、出発直前のアストラ号を見に行き、ザックに冒険に勧誘されるも「大将（カナタ）と一緒だとまた遭難しそうだから」と冗談交じりに丁重に断ったことがザックの口から語られる。
ポリーナ・リヴィンスカヤ
声 - 生天目仁美
惑星イクリスにてアストラ号（アーク12号）と同型の宇宙船（アーク6号）の船内で、コールドスリープ状態になっていた宇宙飛行士のロシア人女性。機関士。メンバーからは「ポリ姉」と呼ばれる。
金髪とグレーの瞳が特徴。アーク6号の男性ばかりの乗組員の中の紅一点。
コールドスリープ開始時の年齢は28歳。隕石により地球が滅亡の危機に瀕したため、移住先の惑星を見つけるべく機関士として惑星探査の任務に当たっていた。同乗していた仲間はイクリスに棲む生物に襲われ全滅。カナタたちにより救助され、以後の旅に同行する。
同じ言語を話し、外見もさほど変わらないB5班員を見て、地球が滅亡を回避したと思い込む。そして自身はカナタたちを同じ地球人と思い、カナタたちからは同じアストラ人と思われていたが、惑星アストラの映像を見て初めて彼らの母星が地球ではないことを知り、過去に対する興味の薄さと教育方針の作為的なものに秘密を感じ取る。対決と和解を経てシャルスの「アストラの秘密」を聞いて地球がすでに滅び、カナタたちアストラ人が地球から移住した地球人の子孫であることを悟る。
B5班に救助されて覚醒したのは西暦2063年と思われていたが、惑星アストラは地球より西暦を100年戻しており、実際は西暦2163年だとシャルスに告げられ、コールドスリープで眠っていた期間は12年ではなく112年で自身が140歳だと分かり、ショックを受けて倒れてしまう。
7年後は、ケアード高校の非常勤講師を務める。地球と惑星アストラとの関係について知る旧時代の証人としてカナタたちよりも多忙。TVアニメ版でフニシアに「さすが147歳!」とからかわれ、怒って「36歳よ!」と言い返す。

### 乗組員の家族
アリエスの養母エマ、シャルスの養母ソフィ、ウルガーの亡き兄フィンを除いて、全員が醜いエゴイストであり、違法クローンの製作に手を染めた。ゲノム管理法案の可決により、保身のために親として自分たちを慕うクローンのカナタたちの抹殺を企んだ。しかし、生還したカナタたちに告発されたため、クローン密造と一斉殺処分計画に関わったオリジナルは全員逮捕された。唯一、ルーシー（ウェイ）は悔い改めてユンファと和解した。
レイ・ホシジマ
声 - 小山力也
カナタの父。元十種競技の選手。故障して引退後は専属トレーナーとしてカナタを鍛えることに心血を注ぐ。
行方不明となってからは手の平を返したように冷たくなり、学校で行方不明となった生徒の保護者一同が集まった際、カナタらの失踪宣告が決定されても顔色1つ変えなかった。クローン密造と抹殺を企んだ仲間で集まった際も、カナタを息子だと思ったことはないと言い切った。
逃げたとカナタを冷たい眼で見ながらもトレーニングを再開し、遭難の際には心配そうな顔をしていたが、自身の新しい肉体となる器が失われるかもしれないためであった。
エマ・スプリング
声 - 中原麻衣
アリエスの養母（代理母）。ヴィクシア王政地区出身の女性
アリエスとの親子関係は良好で、遭難後も彼女の身を案じる。失踪宣告決定時もアリエスの無事をずっと願い、心から待ち続けていた。
王女セイラの元侍女で、王がセイラの反対を無視して製作した彼女のクローンを代理母出産するも、セイラによって外界に逃がされた。クローンであるアリエスを我が子のように慈しんで育てた。
オリーヴ・ラファエリ
声 - 豊口めぐみ
キトリーとフニシアの母。病院を経営している医師。
家庭を顧みておらず、キトリーの世話は使用人に任せきりにしていた。キトリーとフニシアに余計な情が芽生えないようにわざと距離を置き、クローンを道具としか見ていなかった。
1人につきクローンは1体と決めながら、自身は臓器移植用にフニシアを作ってしまった。逮捕されても醒めたような、つまらなそうな表情は変わらなかった。
ジェド・ウォーカー
声 - 杉田智和
ザックの父。人間の記憶を別の人間に移植する研究を行う。オリーヴの仕事仲間でもあり仲がよい。
幼少時のザックから自分の似顔絵を描いて渡された時、うまく描けていると褒めたが、それは上辺だけの言葉で最終的にはゴミ箱に捨ててしまう非情な性格。
ザック曰く「無味乾燥でガラス玉のような眼」をしていると評され、研究で人が変わってしまった模様。
マルコ・エスポジト
声 - てらそままさき
ルカの養父。上院議員。
不正献金を受けて、国民のDNA情報を管理するゲノム管理法案に終始反対していたが、それは自身の違法クローン計画が発覚するのを恐れたためだった。ルカの義弟で実子のリッカルドを溺愛する。
フェリーチェ・ジェンマ
声 - うえだゆうじ
ルカの実父で著名な芸術家。生まれてすぐのルカを養子に出した。
性別を超越した究極の存在に生まれ変わりたかったと言い、共犯のオリジナルたちに呆れられるほどの変人。
ソフィ・ラクロワ
声 - 井上喜久子
シャルスの養母。シャルスの遠縁の知人で、実家を出たシャルスと養子縁組した。
実は一斉殺処分計画のため、ヴィクシア王により養子縁組の相手に選ばれた。計画の裏事情は何も知らないが、シャルスを心配して上院議員のマルコに助力を懇願した。
ルーシー・ラム
声 - 高垣彩陽
ユンファの母親で本名は「ウェイ・ルー」。世界的な歌姫でファンも多く、ザックも熱烈なファンの1人だった。
ユンファに対して、若返りが肉体の乗り換えによるものだと気づかれる可能性を低くするべく、目立たずに生きるよう強制していた。
公式ミニファンブックによれば、服役中面会に訪れたユンファと和解し、出所後はユンファの尽力で小さなライブハウスのシークレットライブで共演を果たす。
ゲルト・ツヴァイク
声 - 金尾哲夫
ウルガーの父。ケアード高校の教頭で、行方不明になったB5班メンバーの失踪宣告の手続きを提案する。
ウルガーを出来の悪い息子という名目で毛嫌いし、しかもフィンが死んだ時、ウルガーが代わりに死ねばよかったなどと冷酷な言葉をぶつけた。
TVアニメ版ではB5班のアストラ帰還より7年後、ウルガーが刑務所へ面会に訪れるシーンが追加され、フィンを溺愛しているはずなのに秘密を知ってしまった際、守ろうとはしなかったことをウルガーに非難される。去り際のウルガーに亡きフィンの面影が重なった。
フィン・ツヴァイク
声 - 松風雅也
ウルガーの5歳年上の兄でフリーのジャーナリスト。
父親から可愛がられ、またウルガーからも慕われていた。マルコ上院議員の不正献金疑惑を追う途中でビルから転落死し、自殺として処理された。
原作ではその死の原因について明言されることはなかったが、TVアニメ版ではゲルトの口からヴィクシア王家の秘密に気づき始めたため、マルコに消されたと説明される。

### ヴィクシア王政地区
ノア・ヴィクス
声 - 平田広明
ヴィクシア王政地区を治める王。ただし王権は世界政府の管理下にあり、実権はない。
自身と娘セイラが永遠に生きることしか頭になく、セイラが命を弄ぶ行為を嫌悪して拒絶しているにも関わらず、彼女の意思を無視して勝手に細胞を採取し、2人の侍女を代理母として自分たちのクローンを産ませた。シャルスのオリジナルなので、当然のことながら金髪緑眼。
シャルスを自身が生き永らえるための道具と看做し、彼に命を差し出すことを崇高な使命だと洗脳していた。ゲノム管理法が成立した際、他の違法クローンの一斉殺処分計画を実行し、シャルスにも自決を命じた。しかし、自分たちが違法クローンだと気づき生還したカナタたちとシャルスの訴えによりクローン密造・殺人教唆で警察に逮捕された。ゲノム管理法により若返りを諦めざるを得なくなり、セイラを失ったことで王位に対する執着を失う。
セイラ
声 - 水瀬いのり
ヴィクシアの王女。アリエスのオリジナルであるため、ヘーゼルとグリーンのオッドアイ。クローンも同じ人間だと父王を非難しており、クローンを作り出すことを拒絶していた。しかし、勝手に作り出されてしまい、代理母となった侍女エマにアリエスと名付けたクローンを託し外界に逃がした。
シャルスの作り話の中では、シャルスと幼なじみのアリエスに似た平民の少女であり、シャルスの手引きで貴族エリアに侵入したところを警備に見つかって争ううちに高所から転落し植物状態となった、と説明されていた。
実際のセイラは、惑星キャンプの1年前、王位を狙うマルクに雇われた実行犯により、崖からの転落事故に見せかけて暗殺された。窮屈な王宮での生活に不満を抱き自由を欲して衛兵を遠ざけてしまい、それが自身の死の遠因ともなった。
マルク・ヴィクス
声 - ふくまつ進紗
ヴィクシア王家の傍系血族の男性。王位を狙う人物の1人であり、王女セイラを暗殺し、王位継承権が発生する可能性があるセイラのクローンであるアリエスを一斉殺処分対象となるB5班に組み込んだ。
王位を手にしかけるが、生還したカナタたちB5班とセイラの付き人でもあった実行犯のシャルスにより、一斉殺処分計画とセイラ暗殺を告発され、警察に逮捕された。

### その他
ケアード高校の先生
声 - 松田健一郎
グラサンをかけた男性教師。
もう一人の男性教師（声 - 上別府仁資）と共にB5班を引率して惑星マクパに送り届けたが、くつろぎすぎる生徒たちに唖然となる。卒業式は原作ではB5班だけだったが、TVアニメ版の最終話ではアリエスの養母エマやフニシア、ポリーナと共に彼らの卒業を祝い、記念撮影をする際に滂沱と涙を流す姿が描かれた。
カナタの恩師
声 - 羽多野渉
カナタのスルギ中学時代の担任。
陸上に向いているからと陸上に絞ろうとしたカナタに、適性だけではなくて、何をやりたいかで選ぶべきだと励ました。カナタら1年生と一緒に登った山で「スルギ中の遭難事故」により殉職。
宇宙探検家になることが夢だったため、命を救われたカナタがその夢を目指して実現させることになった。
ギンジ・チュウマ
2045年にワームホール理論を発表した天才。過去の人物であり、1コマだけ登場。
作者によれば『SKET DANCE』に登場した中馬鉄治の息子という設定だが、世界観がつながっているというわけではなく単なる読者サービスの一環とのこと。TVアニメ版には未登場。
グレース警部
声 - 遊佐浩二
警察官。カナタたちの帰還から1週間後、ヴィクシア現王とマルクの犯罪を知り、部下（声 - 野瀬育二）と共にヴィクシアに乗り込み2人を逮捕した。
TVアニメ版ではウルガーの兄フィンの友人でマルコ・エスポジトの不正を追った仲であり、アリエスの養母を経てB5班からのメールを受け取り、アストラ号受け入れの根回しを行った。
アストラに帰還したアリエスにより「ペッパー警部」と言われてしまう。

## 用語
アストラ号
カナタ達が飛ばされた宇宙空間の側で漂流していた宇宙船。船内のプレートに書かれた「PER ASPERA AD ASTRA（困難を乗り越えて目的地へ）」という標語からカナタが命名した。実はポリーナの搭乗していたアーク6号と同じアーク号シリーズであり、使われずに放置された旧名「アーク12号」だった。古代の遺物として博物館に収蔵されたが、7年後にカナタが買い戻して個人所有の船となった。
「アストラ」はもともとは「星」の意。
船は特殊なフィールドに包まれており、超高速航行中もフィールド内部の船は内部時空に対して静止している状態のため、時間の遅れ（ウラシマ効果）は発生しない。
クラストスーツ
硬度は高いが柔軟な性質を持つ、特殊な素材を用いられて作られた新時代の宇宙服。極限まで薄く加工されているが、気圧や温度調整はもちろん船外活動をするに十分な機能を備えている。多くのメーカーから様々なデザインのクラストスーツが発売されている。スーツの首の部分にあるボタンで透明なバルーンタイプのヘルメット着脱が可能であり、長い髪は自動的に収まる。通信装置も兼ねている。ボタンを押すだけでリッパーという一般的に用いられているファスナーでスーツを切り離したり、くっつけたり出来る。発光や色の変化などファッションデザインにおいても重要なパーツとなっている。
「GENESIS（ジェネシス）」「Hyperion（ヒュペリオン）」「SMB（エスエムビー）」「FALKEN（ファルケン）」の4つが人気ブランド。
スルギ中の遭難事故
カナタが中学1年生の時、山で遭難した事件。予想外の嵐と通信機の故障、崖崩れなど幾つもの不運が重なり、転落しかけた生徒の1人を庇って担任教師が絶命し、死に際の励ましの言葉を心の支えに残されたカナタたち5人は7日間を持ちこたえて救助され生還した。
スターアイランド探査
カナタの立ち上げた惑星調査会社。ザックを操縦士に迎え、生物学者兼料理人としてシャルスも押しかけ参加。

### 天体・地理
アストラ
地球に酷似した青い惑星。世界統一政府が統治する。
国家の概念を無くして資源は共有の財産、言語は英語に統一、武器と宗教は戦乱を招く火種であるとして撲滅されている。大規模な引っ越しで世界をリセットすることで平和を手に入れた。書籍は電子書籍のみであり、紙の本は博物館にしかない。住民は移住した地球人類の末裔だが、B5班を含めてアストラ人類の大多数はその事実を知らなかった。知っていたのは政府要人数名とヴィクシア王、少数となった第一世代の老人に限られる。
地球滅亡と移住の混乱が引き金で民族・宗教・国家間の力関係などの諸問題が噴出し、移住先の領土を巡る戦争が起きた。その結果、2ヶ月間で全人口の半数が失われ、生存者は自分たちの愚行を後悔して今度こそ平和な世界を築くことを誓った。その後、4年かけて移住を完了させ開拓が軌道に乗り始めた頃、2063年に世界統一政府が発足し、戦乱を激化させた人工ワームホールを技術ごと永久封印とし、次世代に伝わらないよう存在を抹消した。ワームホール無しでは移住が不可能になるため、つじつまを合わせるために、1962年（キューバ危機）までの地球史をアストラのものとして繋げ、開拓初期の文明レベルの低さを誤魔化そうと西暦を100年戻し、開拓を架空の第三次世界大戦からの復興にすり替えた。また、過去の歴史に関心を持たぬよう教育機関では「過去を振り返るよりも未来に目を向けよう」と教えており、アストラ人は総じて歴史に関心が薄い。B5班と歴史に疑問を抱いた人々により、政府は歴史の真実を公開した。
B5班とポリーナはお互いにアストラ人、地球人という思い込みにより母星の名を口にする必要性を感じずにいたが、アストラの映像を見て初めてお互いの認識の食い違いに気づく。それを機に、クローン犯罪隠滅による一斉殺処分計画を乗り越えてアストラと地球の秘密に辿り着く伏線となる。
ケアード高校 (Caird High School)
B5班の母校。惑星アストラのムーサニッシュ地区にある高校。
転入・編入を広く受け入れている。学校行事として大自然の中に生徒数人の班を作って5日間滞在させ、その期間に与えられた課題をクリアするイベント「惑星キャンプ」が設けられている。アリエスが性別を間違えて「おじさん」と呼んでしまったOGの女性（声 - 八百屋杏）の証言によれば、数十年前から行われている。
ヴィクシア王政地区（VIXIA）
世界統一政府が樹立した中で、唯一王政が認められた地区。
人々の暮らしも中世の王国然としており一種の観光施設になっている。さらにその中の閉鎖区域では王族・貴族といった身分制度が未だに存在し、平民は貴族エリアに立ち入りを許されない。英語表記の「VIXIA」は上下反転して反対から読んでも同じ表記になる。
人工ワームホールの製造・廃門を行った功績で新天地の自治権を得た「ヴィクス工業」を祖とするヴィクシア王家ヴィクス一族が支配しており、秘密の番人でもあるので王城の保管庫に「アーク4号」や秘密の数々がある。地区内で絶大なる権力を持ち、権力闘争が絶えず王女セイラも犠牲となった。シャルスの即位により、貴族エリアの壁は取り払われる。
マクパ（MCPA）
9光年の距離にあり、超光速宇宙船で4時間かかる自然豊かな惑星。
ケアード高校では伝統的に「惑星キャンプ」と称して、生徒だけで5日間過ごすというプログラムが組まれており、そのための宿泊施設がある模様。
「キャンプ（CAMP）」のアナグラム。
ヴィラヴァース（VILAVURS）
アストラ号が最初に上陸した惑星。
広大な森と川を有する。ドラポンの他にも、変わった形態の動物、変わった生態の植物が繁殖している。
「サバイバル（SURVIVAL）」のアナグラム。過酷な環境の惑星であり、困難な状況を越えて生き残る状況を示唆している。
シャムーア（SHUMMOOR）
アストラ号が2番目に上陸した惑星。名前は「マッシュルーム（Mushroom）」のアナグラム。キノコに似た菌類が食物連鎖の頂点に立っている状況を示唆する
地表面に水面は見られず、苔むした荒野が広がっている。毒性のある植物、保存に向かない植物が生息している。毒の胞子が届かない場所に地底湖がある。ただし、TVアニメ版では地底湖描写はカットされた。
アリスペード（ARISPADE）
アストラ号が3番目に上陸した惑星。名前は「パラダイス（PARADISE）」のアナグラム。水・食料の入手が比較的容易な状況を示唆する。
惑星のほとんどが海で覆われている。鳥類・魚類は豊富だが陸上動物が生息していない。全ての生物が単為生殖である。地震・津波が頻発するため、陸上動物が進化しなかったのでは、とシャルスが分析する。
イクリス（ICRISS）
アストラ号が4番目に上陸した惑星。名前は「クライシス（CRISIS）」のアナグラム。突風で船体が破損して航行不能になる危機的な状況を示唆する。
自転周期と公転周期が一致し、太陽に向いた面は常に灼熱、向いていない面は常に極寒で、両面の境界上のみ生物が生息できる。不安定な大気で局所的に嵐が吹き荒れており、地上は移動能力を持ち巨大化した食虫植物が支配する。
ガレム（GALEM）
アストラ号が5番目に上陸した惑星。「光る（GLEAM）」のアナグラム。発光生物が多く生息している状況を示唆する。
広大な森や洞窟が存在する。
地球
アストラ人の故地。アストラを5012光年離れた惑星。
2049年、「2057年に巨大隕石が衝突して地球は滅亡する」と予測された。それを受けて4年越しの移住が完了した直後の2057年7月5日、巨大隕石（小惑星）の衝突により舞い上がった土砂が太陽光を遮断し、光と熱を長期間失って氷河期に突入。無人だった地球は「生体反応の無い氷の惑星」となった。
西暦2063年（2163年）、B5班が人工ワームホールで未知の惑星の周回軌道上に放り出され、運良く無人の宇宙船（アーク12号）にカナタたちが避難した。後にポリーナと出会い、未知の惑星は滅んだ地球だと判明する。

## 影響を受けた作品
『十五少年漂流記』
単行本5巻によると、企画当初は小説『十五少年漂流記』になぞらえて、メンバーは15人いる設定だった。同作のように、物語途中でキャプテン役が主人公に交代する形式を想定していたが、企画が短期集中連載へと路線変更するのに伴って、9人に削減されてキャラクターの大幅な変更・統合が実施されたという。また、「ある人物の行動により、漂流することになった」という犯人探しについては、同作の影響を色濃く受けているといえる。
『11人いる!』
作者によると、「ネット上で指摘されている『11人いる!』は好きな作品で、パロディめいたセリフも入っている。」とされ、1巻で主人公達が最初にアストラ号に逃げ込んだ際、「一人足りない」「何かの試験とかじゃないすか？」などのセリフがあるが、これが作者の言う『11人いる!』のオマージュの一つと思われる。ちなみに本作のアストラ号の乗員も、ポリーナとビーゴを合わせれば総員11人である。
『宇宙船製造法』
「藤子・F・不二雄先生のSF短編集はバイブルのような存在です」というコメントと合わせて、この作品がアイディアの発端であることを明かしている。後述の作品と同様に「ミステリ」要素はなく、『サバイバル生活』や極限状況におけるメンバー同士の対立・葛藤などが描かれた作品である。
映画作品
影響を受けた映画については、「『インターステラー』や『ゼロ・グラビティ』などは画面などで影響が出ている」と説明している。
（『無人惑星サヴァイヴ』）
ネット上において共通点が指摘されていた、アニメ『無人惑星サヴァイヴ』について、作者は「見たことはない」と明かしている。7人の少年少女と1匹のネコ型ロボットが無人惑星に漂流するストーリーであるが、本作は「ミステリ」に重きを置いているのに対し、『サヴァイヴ』は『サバイバル生活』をテーマにしている。

## 社会的評価
当初から『終末のハーレム』『ファイアパンチ』と並び注目されていたが、連載中は両作のインパクトが強く、口コミなどで評判が広まったのは主に連載終了後だった。2019年は『少年ジャンプ+』が飛躍した年であり、その象徴的な出来事として『左ききのエレン』ドラマ化や『SPY×FAMILY』連載開始などと並び、本作のアニメ化が挙げられた。
| 受賞年 | セレモニー              | 部門・賞           | 受賞対象                       | 出典             |
| ------ | ----------------------- | ------------------ | ------------------------------ | ---------------- |
| 2017年 | 第3回次にくるマンガ大賞 | Webマンガ部門・5位 | 彼方のアストラ                 | [ 26 ]           |
| 2019年 | このマンガがすごい!2019 | オトコ編・3位      | 彼方のアストラ                 | 以下、連載終了後 |
| 2019年 | マンガ大賞2019          | 大賞               | 彼方のアストラ                 | [ 28 ]           |
| 2020年 | 第51回星雲賞            | メディア部門       | 彼方のアストラ（テレビアニメ） | [ 29 ]           |

## テレビアニメ
2019年7月から9月までAT-X、TOKYO MXほかにて放送された。第1話および最終話は1時間枠で放送された。
映画的な演出の一環としてシネマスコープを用いており、広く見通すシーンなどによっては撮影レンズを変更して撮影するような形で意図的にワイドサイズに戻している。

### スタッフ
- 原作 - 篠原健太[33]
- 監督 - 安藤正臣[33]
- 助監督 - 柴田裕介[13]
- シリーズ構成・脚本 - 海法紀光[33]
- キャラクターデザイン・総作画監督 - 黒澤桂子[13]
- サブ総作画監督（第2話以降） - 山本由美子[13]
- メカデザイン - 有澤寛[13]
- プロップデザイン - 本多弘幸[13]
- 宇宙生物デザイン - 廣瀬智仁[13]
- 美術監督 - 甲斐政俊[13]
- 美術設定 - 虎順、羽根広舟[13]
- 色彩設定 - 多田早希[13]
- 撮影監督 - 酒井淳子[13]
- CGI - ラークスエンタテインメント[13]
- CGディレクター - 加藤大輔[13]
- 2Dデザイン - いまむら[13]
- モニターデザイン - 山田可奈子[13]
- 編集 - 宮崎直樹[13]
- 音響監督 - 飯田里樹[13]
- 音楽 - 横山克、信澤宣明[13]
- 音楽制作 - KADOKAWA[13]
- 音響効果 - 奥田維城[13]
- 音楽プロデューサー - 若林豪
- プロデューサー - 田中翔、高野貴志、岩崎大介、尾形光広、礒谷徳知、村松裕基
- アニメーションプロデューサー - 比嘉勇二[13]
- アニメーション制作 - Lerche[33]
- 製作 - 彼方のアストラ製作委員会[33]

### 主題歌
「star*frost」
nonocによるオープニングテーマ。作詞は安田史生、作曲・編曲は越前谷直樹、田口史也。初回と最終回ではエンディング位置で使用。
「Glow at the Velocity of Light」
安月名莉子によるエンディングテーマ。作詞はタナカ零、作曲はナスカ、編曲はthe Third。
「Star of Hope」 / 「アストラ号の冒険」
いずれもユンファ・ルー（早見沙織）による挿入歌。前者は第4話、後者は第12話で使用。作詞は篠原健太、作曲・編曲は横山克。

### 各話リスト
| 話数 | サブタイトル   | 脚本            | 絵コンテ                                | 演出                | 作画監督                                                                                                |
| ---- | -------------- | --------------- | --------------------------------------- | ------------------- | --- |
| #01  | PLANET CAMP    | 海法紀光        | 安藤正臣                                | 安藤正臣 鈴木芳成   | 黒澤桂子 山本由美子 樋口博美 本多弘幸 山本真夕子 藤田亜耶乃 竹上貴雄 堀江由美                           |
| #02  | WILDERNESS     | 海法紀光        | 柴田裕介                                | 柴田裕介            | 黒澤桂子 山本由美子 樋口博美 廣瀬智仁 山本真夕子 本多弘幸 竹上貴雄 實藤晴香                             |
| #03  | METEOR         | 海法紀光        | 瀬村俊一郎 柴田裕介                     | 福井洋平            | 山本由美子 樋口博美 廣瀬智仁 本多弘幸 山本真夕子 實藤晴香 竹上貴雄 もりやまゆうじ                       |
| #04  | STAR OF HOPE   | 海法紀光        | 柴田裕介                                | ながはまのりひこ    | Chang Bum Chul                                                                                          |
| #05  | PARADISE       | 海法紀光        | 岩畑剛一                                | 鈴木芳成            | 樋口博美 鈴木春香 本多弘幸 山本由美子                                                                   |
| #06  | SECRET         | 海法紀光        | 瀬村俊一郎                              | 備前克彦            | 吉森直子 村田憲泰                                                                                       |
| #07  | PAST           | 海法紀光        | 岡本英樹                                | 仁昌寺義人          | 樋口博美 賽藤晴香 張鵬 川﨑玲奈                                                                         |
| #08  | LOST AND FOUND | 海法紀光        | 瀬村俊一郎                              | 鈴木輪流郎          | 鐘文山 小関雅                                                                                           |
| #09  | REVELATION     | 海法紀光        | 岩畑剛一                                | 福井洋平            | 樋口博美 山本由美子                                                                                     |
| #10  | CULPRIT        | 桜井光 海法紀光 | 塚田夏央                                | 浜田将太            | 樋口博美 山本由美子 賽藤晴香 川本由紀子 張鵬                                                            |
| #11  | CONFESSION     | 桜井光 海法紀光 | 瀬村俊一郎                              | 夕澄慶英！          | 樋口博美 賽藤晴香 川本由紀子 本多弘幸 鈴木春香 張鵬 Park Ji-seung                                       |
| #12  | FRIEND-SHIP    | 桜井光          | 柴田裕介 夕澄慶英！ 仁昌寺義人 安藤正臣 | 柴田裕介 仁昌寺義人 | 樋口博美 張鵬 Park Ji-seung 本多弘幸 小関雅 賽藤晴香 川本由記子 鈴木春香 夕澄慶英！ 山本由美子 黒澤桂子 |

### 放送局
| 放送期間                            | 放送時間                     | 放送局     | 対象地域 | 備考                                 |
| ----------------------------------- | ---------------------------- | ---------- | -------- | ------------------------------------ |
| 2019年7月3日 - 9月18日              | 水曜 21:00 - 21:30           | AT-X       | 日本全域 | 製作参加 / CS放送 / リピート放送あり |
| 2019年7月4日 - 9月19日              | 木曜 1:05 - 1:35（水曜深夜） | TOKYO MX   | 東京都   |                                      |
|                                     |                              | KBS京都    | 京都府   |                                      |
|                                     | 木曜 1:30 - 2:00（水曜深夜） | サンテレビ | 兵庫県   |                                      |
|                                     |                              | BS11       | 日本全域 | BS放送 / 『ANIME+』枠                |
|                                     | 木曜 2:35 - 3:05（水曜深夜） | テレビ愛知 | 愛知県   |                                      |
| 初回および最終回は1時間スペシャル。 |                              |            |          |                                      |

| 配信開始日        | 配信時間        | 配信サイト |
| ----------------- | --------------- | --- |
| 2019年7月3日      | 水曜 21:30 更新 | dアニメストア Amazonプライム・ビデオ |
| 2019年7月6日      | 土曜 21:30 更新 | GYAO! |
| 2019年7月10日以降 | 不明            | Netflix ビデオパス J:COMオンデマンド Hulu バンダイチャンネル ひかりTV U-NEXT アニメ放題 FOD AbemaTV niconico あにてれ ビデオマーケット DMM.com Rakuten TV MOVIEFULL plus HAPPY!動画 |

### BD / DVD
| 巻 | 発売日         | 収録話         | 規格品番   | 規格品番   |
| 巻 | 発売日         | 収録話         | BD         | DVD        |
| -- | -------------- | -------------- | ---------- | ---------- |
| 上 | 2019年10月25日 | 第1話 - 第6話  | ZMAZ-13421 | ZMSZ-13431 |
| 下 | 2019年12月25日 | 第7話 - 第12話 | ZMAZ-13422 | ZMSZ-13432 |

### Webラジオ
キトリー・ラファエリ役の黒沢ともよによるWebラジオ『彼方のアストラ 5千12光年離れた宇宙からのラジオ』が、2019年7月2日から10月22日まで音泉にて隔週火曜に配信。

## 書誌情報
- 篠原健太『彼方のアストラ』集英社〈ジャンプ・コミックス〉、全5巻
  1. 「PLANET CAMP」2016年7月4日発売[39]、ISBN 978-4-08-880843-7
  2. 「STAR of HOPE」2016年11月4日発売[40]、ISBN 978-4-08-880869-7
  3. 「SECRETS」2017年4月4日発売[41]、ISBN 978-4-08-881065-2
  4. 「REVELATION」2017年8月4日発売[42]、ISBN 978-4-08-881144-4
  5. 「FRIEND-SHIP」2018年2月2日発売[43]、ISBN 978-4-08-881314-1
- 『彼方のアストラ』公式ミニファンブック Seven Years - アニメ放送前に数量限定で発売された単行本5巻セットに付属。アストラ号メンバーが帰還してから7年間の設定や、成長したメンバーの姿、用語集などを描きおろし収録[44]。